# Abutilon mitchellii
Abutilon mitchellii är en malvaväxtart som beskrevs av George Bentham. Abutilon mitchellii ingår i släktet klockmalvor, och familjen malvaväxter. Inga underarter finns listade i Catalogue of Life.